# Plan de los Ángeles
Plan de los Ángeles är en ort i Mexiko.   Den ligger i kommunen Venustiano Carranza och delstaten Chiapas, i den sydöstra delen av landet, 800 km sydost om huvudstaden Mexico City. Plan de los Ángeles ligger 549 meter över havet och antalet invånare är 320.
Terrängen runt Plan de los Ángeles är kuperad åt sydväst, men åt nordost är den platt. Plan de los Ángeles ligger nere i en dal. Runt Plan de los Ángeles är det ganska glesbefolkat, med 50 invånare per kvadratkilometer. Närmaste större samhälle är Venustiano Carranza, 12,2 km öster om Plan de los Ángeles. Omgivningarna runt Plan de los Ángeles är en mosaik av jordbruksmark och naturlig växtlighet.